# Marina Marfoglia
Marina Marfoglia (Roma, 15 maggio 1946 – Roma, 19 giugno 2022) è stata un'attrice, cantante, modella e ballerina italiana.

## Biografia
Ragazza-copertina e modella per fotografie destinate alle cartoline illustrate di località turistiche, recitò fra il 1965 e i primi anni ottanta, comparendo in pellicole del cinema d'autore e della commedia all'italiana molto in voga in quei decenni.
Fece parte del corpo di ballo di Don Lurio e della compagnia de Il Bagaglino. In televisione partecipò a diversi programmi di varietà con registi di fama come Antonello Falqui ed Enzo Trapani.
Nel 1978 posò per un servizio di nudo integrale per l'edizione italiana di Playboy.
Nel 1980 fu primadonna in Un uomo da ridere, serie televisiva con Franco Franchi diretta da Lucio Fulci.
Per la Ricordi incise nel 1978 il singolo Show show show. Nel 1980 fu la volta di Prendimi toccami, pubblicato dalla Esquire Record. Mentre nel 1982 lanciò per la ATV il singolo Amare... è/Batte il... cuore.
Nel 1983 incise per la Five Record il singolo Peppermint Hula Hoop, singolo che venne ottimamente promosso risultando quindi essere un buon successo.
Dopo qualche anno di silenzio, nel 1987 pubblicò per la Vany il singolo Una vita con te e il mini album Io... Marina Marfoglia. Sempre per la Vany fece uscire nel 1988 l'album Roma pazzo pazzo amore, contenente 10 brani dedicati alla sua città natale, tra i quali Roma capoccia e Sinnò me moro. Infine, sempre per la Vany, incide nel 1990 il singolo Balliamo noi lambada.
Negli ultimi anni si occupò di danza, come coordinatrice tecnica e direttrice artistica degli eventi della Federazione Italiana Danza.

## Vita privata
Dal 1974 ebbe una lunga relazione con il cantante Mal, durata in tutto 13 anni.

## Filmografia
- Le sedicenni, regia di Luigi Petrini (1965)
- Rita la zanzara, regia di Lina Wertmüller (1966)
- Nerone, regia di Castellacci e Pingitore (1977)
- Settimo anno – miniserie TV (1978)
- Un uomo da ridere, regia di Lucio Fulci – miniserie TV, 4 episodi (1980)
- Nemici per la pelle – serie TV, 1 episodio (1981)
- Quella peste di Pierina, regia di Michele Massimo Tarantini (1982)

## Discografia

### Album
- 1988 – Roma pazzo pazzo amore

### EP
- 1987 – Io... Marina Marfoglia

### Singoli
- 1980 – Show Show Show/Pin Pong
- 1980 – Prendimi, toccami/Chicco di caffè
- 1982 – Amare... è/Batte... il cuore
- 1983 – Peppermint Hula Hoop/Non farmi male
- 1985 – Estate Tropical
- 1987 – Una vita con te/A Casablanca

### Partecipazioni
- 1985 – AA.VV. Compilation N° One (Per tutti i gusti) con il brano Estate Tropical
- 1983 – AA.VV. Drive-In '60 con il brano Peppermint Hula Hoop

## Riconoscimenti
- Premio Doc Italy
  - 2016 – Nominata ambasciatrice nazionale per la danza